# Ахмет Капанджи вила
Ахмет Капанджи вила (на гръцки: Βίλα Αχμέτ Καπαντζή) е историческа постройка в град Солун, Гърция.

## Местоположение
Намира се на адрес булевард „Василиса Олга“ № 105 в солунския квартал Пиргите. Съседната сграда е Мехмет Капанджи вила на булевард „Василиса Олга“ № 108, в която днес се намира Солунският културен център на Националната банка на Гърция.

## История
Сградата е построена в квартала Пиргите от 1893 до 1895 година от известния архитект Пиеро Аригони. Собственост на семейството на солунчанина Ахмет Капанджи. Той и братята му Мехмет и Юсуф са видни солунски общественици, ислямизирани евреи дьонме. Мехмет Капанджи е председател на Търговската камара на Солун, а Ахмет е кмет на Солун в периода 1907 - 1908 година. По-късно сградата става собственост на Мехмед Капанджи, а по-късно на сина му. В 1926 година държавата придобива 65% от нея при обмяната на собственост между Гърция и Турция, а 35% остават собственост на Мехмет апанджи, който има югославско гражданство и поради това е изключен от принудителния обмен. В 1924 - 1934 година първият етаж е обитаван от семейството на Мехмет Капанджи, а на втория е испанското консулство (1924 - 1927), докато на третия са настанени бежански семейства. В 1938 година цялата става държавна собственост. В 1939 година Червеният кръст помещава в сградата училище за медицински сестри. По време на германската окупация на Гърция е използвана от Гестапо. От 1947 до 1954 година сградата е седалище на Червения кръст, а от 1954 до 1973 година в нея са назначени служби на НАТО. От 1973 до 1978 година първият етаж се използва като склад на Червения кръст, а на втория и третия е старчески дом.
След земетресението от 1978 година сградата е изоставена и заета от анархисти. Между 1982 и 1985 година сградата е частично реставрирана, а през 1997 година, когато Солун е европейска културна столица, в нея се е помещава Организацията на културната столица, и сградата изцяло реновирана. До 2013 година в нея е Организацията за регулиране и опазване на околната среда в Солун, след което в 2014 година е продадена на Иван Савидис.

## Архитектура
В архитектурно отношение сградата се отличава с множеството си декорации и съчетава виенски, ар нуво, неоготически и неоарабски елементи. Състои се от мазе, два етажа и таванско помещение. За разлика от съвременните сгради на Аригони вилата не е симетрична и има различни обеми, като на изток завършва с кула. Интериорът също е впечатляващ, особено таваните.